# 夜逃げ屋本舗
『夜逃げ屋本舗』（よにげやほんぽ）は、光和インターナショナル制作の映画、および同社製作で日本テレビ系列にて放送されたテレビドラマシリーズ。

## 概要
多重債務者の逃亡や隠匿のバックアップを合法的に請け負う“夜逃げ屋”の活躍を描くアクション・コメディ。劇場映画として3作品が製作された後、日本テレビ系にてテレビシリーズ化された。
借金の返済方法、自己破産、契約不履行、信販会社の強み、街金の実情など金融界の裏話や法律・専門的な解説なども盛りこまれており、ハウツー的要素も強い。映画版、テレビドラマ版とも中村雅俊が主演を務め、映画版は一貫して原隆仁が脚本・監督を務めた。映画版には消費者金融問題に詳しい宇都宮健児弁護士が協力しているほか、夜逃げを題材とした小説『夜逃げ屋』（幻冬舎刊）の著者である羽鳥翔が協力した。

## 組織

### 夜逃げ屋本舗
- ライジングサン（Rising Sun）
源氏が経営する経営コンサルタントオフィス兼夜逃げ屋（映画版では2作目以降に源氏が旗揚げした自己破産専門の代書屋）。ドラマ版では捕まえ屋・田上のせいで夜逃げ屋であることがばれてしまい、消滅。その後、「新・夜逃げ屋本舗」で社長である源氏以外の社員を一新してリサイクルショップとして復活した。
- ミッドナイト・ラン（Midnight Run）
源氏が運営する、夜逃専門引越業を主業務とする企業。映画第1作では正規の運送業者だったが、映画2作目以降およびドラマ版ではライジングサンの裏商売として描かれる。黒塗りのトラック、黒塗りのダンボール、遮光カーテンなどの夜逃げ専門ツールを装備。また、アパートなどの2階以上部分からでも迅速な逃亡が可能なよう、トラックには荷台部昇降ジャッキや緊急発進装置などの様々なギミックが搭載されている。

この2組織の名は「借金の深夜（Midnight）を逃げ走り（Run）希望の朝日（Sun）を昇らせる（Rising）」という意図の下で名付けられた。

### 大帝都信販
この物語に登場する架空の金融企業。東証・大証一部上場で、途方もない資本力と顧客数をかかえる超一流大企業。
そのため、多少の債務不良やこげつきなどではびくともせず、執拗に夜逃げを追いかけ債権回収に全力を注ぐ必要もないのだが、管理部長・麻生（演:千堂あきほ、TV版）などに代表される管理社員は「借金踏み倒す人間は絶対に許せない」という異常な信念を持ち、徹底して債務者や夜逃げ屋を追い掛け回している。

### 街金
大帝都信販と異なり、同じ金融業でもノンバンク、非合法、暴力団のサイドバンクビジネスのたぐいである。

## 映画

### 登場人物
- 源氏雅彦 - 中村雅俊
シリーズの主人公。夜逃げの請け負いはビジネスと割り切っていると自称するが、実際は情にもろくやさしい一面も。二枚目ゆえかちらほら女の影もみられるが、独身である。顧客を逃がす際の手口は、債権側が悪辣であればあるほど卑劣さを増してゆく（『2』では豊富への制裁として『客を根こそぎ逃がす』という手段に打って出ている）。大抵の客は自己破産させてから逃がすが、これは貸した側に取立てと破産者への報復をさせないためであると同時に、貸した側へのトラップも兼ねている可能性がある[注 1]。
「会社も客を選ぶ」を企業ポリシーとしており、負債に苦しむ弱者には手厚い救いの手を差し伸べる一方、意志薄弱な顧客は制限行為申請などを用いて容赦なく切り捨てる非情さも持ち合わせる。
- 野口浩介 - 益岡徹
全3作に登場。映画シリーズにおける源氏の右腕的な存在であり、明晰な頭脳と並み外れた行動力で源氏をサポートする。社内における肩書きは「部長」。常に飄々とした風体で、時に味方すら欺くほどの狡猾さも持ち合わせるが、悪徳債権者の卑劣な言動を前にすると感情を抑えきれなくなる場面もある。
顧客を説得する際には自らの身の上話を語ることが多いが、語る度に経歴がコロコロと変わる。
- 相沢康子 - 高木美保
第1作、2作に登場。変装と潜入調査を得意とするミッドナイト・ランの紅一点。密かに源氏に想いを寄せており、会社の衣装保管庫に、彼の姿がプリントされたハンガーを大量に隠し持っている。
- 新藤恭 - 榊原利彦
第1作に登場。ミッドナイト・ランのアルバイト社員。実は富豪の御曹司であり、夜逃げ屋に足を踏み入れたのも当初は遊び感覚だったが、仕事への情熱は持っている。持ち前の口の軽さが災いし、源氏の不興を買って会社を一時クビにされるが、相沢の機転で間もなく復職した。
- 三神五郎 - 中島陽典
第2作に登場。ライジング・サンの新米社員。前作の新藤と同様に少々口が軽く、何気なく口走った「明るい自己破産」という一言が新珠を激怒させてしまう。豊富ファイナンスの悪辣な手口に堪えかね、源氏にミッドナイト・ランの復活を直訴する。
- 辛島杏子 - 西山由海
第3作に登場。ミッドナイト・ランの新たな紅一点。野口とともに夫婦を装い、ニコニコヴィレッジへ潜入した。
- 緒方遼太郎 - 山本陽一
第3作に登場。物怖じがなく、「夜逃げのギャラ」と称して磯野の金庫の現金（=ヴィレッジの入居者から取り立てた金）に手を付けようとするなど大胆な性格。

### 第1作『夜逃げ屋本舗』
1992年1月18日公開。

#### あらすじ
かつて家族が借金苦にあって夜逃げ屋によって救われた少年、源氏。大人となった彼は、幼い頃の自分と同じ苦しみを持つ人々を救うため、自らもまた夜逃げ屋「ミッドナイト・ラン」となって苛烈な負い立て追い込みに苦しむ人々を助け続けていた。「絶対に他人に迷惑をかけない夜逃げ」をモットーとする源氏は、顧客の徹底したリサーチを下にカンペキなアフターサービスを実現し「夜逃げ証明書」「連帯保証人同時夜逃げ」など様々なプランで借金苦に喘ぐ人々を救っていく。
しかし、それに業を煮やす者たちもいた。街金融・闇金融を営むヤクザたち、そして大手消費者金融の大帝都信販であった。特に大帝都信販・不良債権処理部門にて陣頭指揮を執る女部長、秋川芙美子は「『借りたら返す』は人間としての最低限のルール。守れぬ者は生きる価値の無い者」をモットーとし、欠損金や保険で事なきを得ようとする上層部を押し切る形で「夜逃げ狩り」を強行。その知らせは元顧客たちから源氏の元へ悲鳴や涙の抗議と共に届く事になる。
次から次へと血も涙も無く夜逃げ者を捕まえていく秋川。見つけた者は身包みを剥がし、下手をすれば社会生活すら再起不能なほどにされていく。しかし、彼女はある時、スタッフが夜逃げ者の子どものぬいぐるみすら持って行こうとした事を咎めた。秋川はぬいぐるみを子どもに返し、きちんと社会のルールである「借りたら返す」を守れる大人になるように、そして「どんな借金でも諦めなければ返せる」という事を諭す。実は彼女は幼い頃に親が他者の連帯保証人となり、その他者が夜逃げをしたがために借金苦を背負わされ、そしてそれを家族一丸となって苦難と努力の末に完済したという過去の持ち主だったのだ。
夜逃げによって人生を救われた源氏。夜逃げによって人生を破滅寸前にまで追い込まれた秋川。両者とも共に「借金をするものの苦難」を知り「借金に苦しむ人を救いたい」と願いながら、方法と立場が正反対であるが故に互いに譲れぬ苛烈な戦いを展開する事となる。
そんな折、源氏は街金を営んでいたヤクザの組長・浜崎に拉致される。浜崎もまた「ミッドナイト・ラン」によって顧客を逃がされた街金だった。拉致された源氏は浜崎配下のチンピラに痛めつけられる。しかし、しばらくして浜崎は驚くべき事実を源氏に打ち明ける。実は浜崎が街金運営の資金としていた金は大帝都からの借金であったのだ。そして彼はヤクザであり続けることにも疲れていた。浜崎は源氏に自らの「夜逃げ」を依頼する。大帝都からの、そしてヤクザからの夜逃げを。
かくて、大帝都信販とミッドナイト・ランの最終決戦の火蓋が切られたのである。

#### キャスト
夜逃げ屋本舗
- 源氏雅彦 - 中村雅俊
- 相沢康子 - 高木美保
- 野口浩介 - 益岡徹
- 新藤恭 - 榊原利彦

大帝都信販
- 渡辺誠 - 仲谷昇 - 専務。破産についての知識や破産者についての認識が古く、秋川から手厳しい皮肉を浴びせられる。
- 秋川芙美子 - 大竹しのぶ - 債権回収を担当する特別調査室室長。経営陣や街金には毅然とした態度を取る一方、債務者の子供には優しく接する。
- 阿部徹也 - 大口ひろし - 秋川の秘書。

「ミッドナイト・ラン」の客たち
- 玉本勝利 - 蛭子能収 - 写真館の経営者。妻と2人の娘がいる。店の経営状態が悪化し、破産したことも夜逃げすることも家族に黙っていた。
- 玉本豊子 - 高橋ひとみ - 勝利の妻。海外旅行やブランド品への浪費癖で数百万に及ぶカードローンを抱える。よく喋る騒々しい性格。
- 田原信夫 - 石原良純 - 一流企業勤務に勤務する商社マン。プライドが高く高級品にこだわるが、大雑把な性格でカードで借金を増やす。方位学に凝っている。
- 永島薫 - 菊池健一郎 - 夫婦揃って秋田から東京に引っ越してきたばかり。安易にカードを使い、生活に困り財前から数百万円借り入れる。
- 永島知世 - 西村知美 - 薫の妻。世間知らずで色々と信用しやすい反面、見えっ張りな性格。田舎出身でコンプレックスを持つ。
- 藤堂綾乃 - 石野陽子 - 半年の間に3回も夜逃げを繰り返している女。源氏から好意を持たれているかは不明だが、その都度彼に助けてもらう。

その他
- 浜崎十三郎 - 谷啓 - 暴力団浜崎組の組長。大帝都信販から巨額の融資を受けている。1匹500万円にも及ぶ高級錦鯉のつがいを「太郎」「花子」と名付け溺愛している。
- 橘勇吉 - 白竜 - 浜崎組の代貸。浜崎の資金で街金を営む財前の監督役。裏では上部団体からの密命により、組の資金難の全責任を浜崎に被せるよう画策している。
- 矢沢 - 渡嘉敷勝男 - 浜崎組の武闘派組員。他の組員たちと暴力で脅して源氏を拉致する。
- 財前徳郎 - 斎藤晴彦 - 浜崎組傘下の街金融業者。玉本の取り立てに訪れた時に偶然会った秋川に言い負かされ、激しい敵愾心を燃やす。
- 永島鉄造 - レオナルド熊 - 薫の父親。秋田で妻と2人暮らしでリンゴ農家を営んでいる。薫の連帯保証人。

#### スタッフ
- 監督 - 原隆仁
- 企画・製作 - 鈴木光
- プロデューサー - 青木勝彦、三沢和子
- 脚本 - 真崎慎、長崎行男、原隆仁
- 法律監修 - 金子正康
- 撮影 - 前田米造
- 照明 - 矢部一男
- 録音 - 小野寺修
- 美術 - いしいいわお
- 編集 - 冨田功
- 記録 - 森永恭子
- 助監督 - 中嶋竹彦
- 製作主任 - 坂本忠久
- 音楽 - 大谷幸
- 主題歌 - KAN「こっぱみじかい恋」
  - 作詞・作曲：KAN / 編曲：小林信吾、KAN（ポリドール）
- 音楽プロデューサー - 荒木浩三
- 音楽エンジニア - 鈴木浩二
- 音楽制作協力 - ミュージックランド、アップフロント音楽出版
- 効果 - 伊藤進一（東洋音響カモメ）
- 選曲 - 石井ますみ
- カースタント - TA・KA
- 製作 - 光和インターナショナル

### 第2作『夜逃げ屋本舗2』
1993年5月15日公開。

#### あらすじ
源氏たちは大帝都信販との戦いの後、自己破産専門の代書屋「ライジング・サン」を立ち上げ、正攻法（と、言うにはいささか問題があるが）で借金地獄に苦しむ人を救い続けていた。
一方、町の良心的な消費者金融会社『新珠金融』の婿養子で現社長・新珠昭一は、債務者の自己破産の多さに頭を抱えていた。しかし「困っている人をさらに追い込んで人道にもとる商売は出来ない」という先代からの教えを守り、破産者をうわべながらも笑って許す日々を送っていた。
一方で新珠金融の元社員で、その非道な手腕のために前社長の手によってクビになった男・豊富福次郎は大手金融業から自己破産者の焦付き債権を買い叩いて回収する裏金融を営んでいた。その自己破産者から取り立てるという無法非道にして外道な手口は、あらゆる人々を破滅に追い込み、また借金苦故の犯罪者をも生み出していく。さらに収監中の債務者の元にまで親族からの手紙に似せた返済督促状を執拗に送り付け、彼らを徹底的に追い詰めていた。
新珠金融も豊富に破産者の債権を売る付き合いがあった。しかし昭一自身は豊富の『商売』には全く気付かず、ただ彼が善意で救ってくれていると思い込んでいた。そんなある日、豊富は昭一に対して言葉巧みに個人名義で豊富自身の営む金融会社からの借金の連帯保証人となるように仕組む。彼の狙いは新珠金融の乗っ取りにあった。
連続する自己破産。追い込まれる昭一。そして、ついに新珠金融は倒産し豊富の手中に落ちる。豊富はさらに昭一に個人名義の借金の返済を迫るが、その金利ギリギリの無謀な額に昭一はさらに苦しむ。挙句の果てに自らが自己破産をせねば明日はないほどに追い込まれてしまう。
「ライジング・サン」のトビラを叩いた昭一。そこには、新珠金融が潰れる前に融資を求めてきた債務者たちがこぞって自己破産申告にやって来ていた。「最初から返す気はなかったのか」と怒り狂い「お前たちのせいで会社を潰された」と源氏たちにつかみかかる昭一。事情を聞いて驚く源氏たち。
さらに詳細な事情を聞くために昭一の家に訪れた源氏たちは、そこで豊富の悪辣な差し押さえ現場を目の当たりにする。「生活に必要な家財道具の差し押さえは禁じられているはずだ」と抵抗する源氏だが、豊富は「生活に必要な道具などない。人間はいざという時には山の中でも暮らしていける」と源氏たちを嘲り笑う。
源氏たちの魂に火が点いた。源氏は昭一とその家族に頭を下げた上で「自己破産の手伝いをさせてくれ」と申し出る。手続きは順調かつ滞りなく進んでいたが、事件はその時に起こった。豊富は昭一に保険金からの返済捻出を迫り、昭一もまた精神的に追い込まれてとうとう自殺を図ったのである。幸いにも昭一は一命を取り留めたが、これでは自己破産後もさらなる取り立てが続く事は必至だった。新珠一家を救うべく、源氏はついに「ミッドナイト・ラン」の復活を決意する。

#### キャスト
夜逃げ屋本舗
- 源氏雅彦 - 中村雅俊
- 相沢康子 - 高木美保
- 野口浩介 - 益岡徹
- 三神五郎 - 中島陽典

新珠家
- 新珠昭一 - 風間杜夫 - 街金『新珠金融』の社長。債務者に対して非情になりきれない人の好さが災いし、急速な業績悪化を招いて倒産。豊富の口車で個人名義の連帯保証契約に応じたことから、倒産後も2300万円の負債を抱えてしまう。
- 新珠聡子 - 松居一代 - 昭一の妻で新珠金融先代社長の娘。会社の倒産により生活が一変する。娘と中学生ぐらいの息子の4人家族。縁起をかつぎ大安の日にこだわる。
- 新珠夏貴 - 中山忍 - 昭一の娘。大学生。父の会社が倒産したため家を出て友人のアパートに身を寄せる。

『豊富ファイナンス』の関係者
- 豊富福次郎 - 細川俊之 - 街金『豊富ファイナンス』の経営者。犯罪前歴者を回収員として雇い、銀行や同業者から二束三文で買い叩いた不良債権の強引な回収で暴利を得ている。若い頃に新珠金融の先代社長の下で働いていた。
- 鬼頭龍治 - 柴俊夫 - 豊富の部下。免責の下りた破産者はおろか、死亡した債務者の遺族にも執拗に付き纏って金を取り立てる。一見口調は穏やかだが粗暴な人物。
- 倉持伸子 - 余貴美子 - 豊富の秘書。金融関係のブラックリストに乗った多重債務者に新たな借金ができる手段を吹き込む。豊富を経営者として尊敬する一方、新珠への執拗な態度には戸惑いも吐露する。

主な債務者たち
- 嶋田洋 - 辰巳琢郎 - 豊富ファイナンスの債務者。借金苦から銀行強盗事件を起こし逮捕される。
- 高井麻美（まみ） - 広田玲央名（現:広田レオナ） - 新珠金融の債務者。OLとして働いている。艶めかしい話し方や派手な服装を好むが、マメな性格で借金した時の詳細な日記をつけている。
- 大島浩二 - 川崎麻世 - 新珠金融の債務者。銀行員で盛田の部下。結婚を控え、その後自己破産して披露宴にこぎつける。借金しても自己破産すればいいと安易に考えている。
- 柳沢建造 - 螢雪次朗 - 新珠金融の債務者。ライジング・サンで手続きをしていた自己破産申請が認められるが、恩人である新珠に対して激しい負い目を感じている。10代の娘がいる。

その他
- 盛田好和 - 本郷功次郎 - 銀行の支店長。豊富に銀行の不良債権を密売して利益を得ているが、さらに分け前を増やすよう要求する。大島の披露宴では媒酌人を務める。
- 民事20部（破産部）の受付 - 土屋久美子 - 地方裁判所内にある破産部の職員。面倒くさそうに応対しており、自己破産申請者を見下すような態度を取る。
- 田中裁判官 - 大河内浩 - 自己破産申請者と面談（破産審尋）をする。申請者の人生を左右する職務に真摯に取り組む。真面目で温厚な人柄。
- 赤川裁判官 - 金田明夫 - 自己破産申請者と面談する。田中とは対照的に、1日に何人もの申請者と面談する業務を煩わしく感じている。極度の短気で激昂すると申請者を口汚く罵る。
- 道具屋 - 松村邦洋 - 強制執行により家財道具を差し押さえることになった新珠の自宅を訪れ、執行官の作業に同行する。
- 最後の客 - 大川豊 - ラストシーンに登場。自己破産の手続きのためにライジング・サンを訪れる。

#### スタッフ
- 監督 - 原隆仁
- 企画・製作 - 鈴木光
- プロデューサー - 青木勝彦、三沢和子
- 脚本 - 真崎慎、長崎行男、原隆仁
- 撮影 - 川上皓市
- 照明 - 磯崎英範
- 美術 - 和田洋
- 録音 - 橋本文雄
- 編集 - 川島章正
- 記録 - 森永恭子
- 助監督 - 杉山泰一
- 制作担当 - 坂本忠久
- 音楽 - 大谷幸
- 主題歌 - 上々颱風「いつでも誰かが」[注 2]
  - 作詞・作曲：紅龍 / 編曲：上々颱風
- 音楽プロデューサー - 荒木浩三
- 音楽制作協力 - ミュージックランド、ゆうげい社
- 音響効果 - 伊藤進一（東洋音響カモメ）
- 撮影効果 - 芳賀真人
- カースタント - TA・KA
- 協力 - 宇都宮健児法律事務所
- 製作 - 光和インターナショナル

### 第3作『大夜逃 夜逃げ屋本舗3』
1995年2月11日公開。
前2作は光和インターナショナルの単独製作だったが、本作は日本テレビも製作に参加しており、後の連続TVドラマ版の布石になっている。

#### あらすじ
ある日の事。「ミッドナイト・ラン」が依頼者の元に出向くと、家の中はもぬけの殻。訝る源氏たちに残されたのは「借金をきちんと返すためにやりなおします」のメッセージ。ここ数日、同種の出来事が頻発していた。夜逃げ屋が夜逃げされてしまうという、前代未聞のケース。
裏で糸を引いていたのは債権回収代行業を名乗る磯野善吉と言う男。「三食昼寝つきで借金はチャラ」を謳い文句に多重債務に苦しむ人々を強制収容就労所にも等しい苛烈な集団生活へと騙し討ちに近い形で放り込んでいく。磯野は全国ノンバンク債権管理組合から多重債務者の借金返済を請け負い、その代わりに同組合から融資を受けていたのだ。
甘言に乗せられた自分を悔やみ、過酷な労働に耐え続ける債務者たち。この状況から逃れたいと願う彼らは、かつて自分たちが背を向けた源氏たちに助けを求める。
集団生活30名近くの夜逃げ。しかも全員が磯野によって互いの連帯保証人となる事を強いられているため、逃し漏れも時間差夜逃げも許されない。前代未聞の「30人同時夜逃げ」が始まった。

#### キャスト
夜逃げ屋本舗
- 源氏雅彦 - 中村雅俊
- 野口浩介 - 益岡徹
- 辛島杏子 - 西山由海
- 緒方遼太郎 - 山本陽一

債権回収業者
- 磯野善吉 - 中村敦夫 - 債権回収の代行業者「JCSS」社長。債務者たちを言葉巧みに就労所『ニコニコヴィレッジ』へ送り込み、半ば強制労働に近いかたちで債権を回収しているが、実は自らもまたバブル崩壊の煽りを受けて巨額の負債を抱えている。債務者たちに対しては慇懃に振る舞っているが、根は冷徹で虚栄心が強い。ゲイバー通いが趣味。
- 稲垣凌 - 加藤善博 - 善吉の秘書。善吉の指示で就労所の居住者たちに様々な仕事をあてがう。また居住者が働いているか各現場を監視している。

就労所の居住者たち
- 望月さくら - 浅田美代子 - 陽気かつマイペースな楽天家で少々のことにはめげない。就労所では弁当工場や道路工事の交通整理の仕事をして1日も早い借金返済を目指す。
- 望月一郎 - 峰岸徹 - さくらの夫。妻と娘の3人家族でスポーツ用品店の経営者だった。気弱で真面目な性格だがお人好しで、善吉を信用して家族で就労所で暮らし始める。
- 望月ももこ - 細見香織 - さくらと一郎の長女で小学生。朗らかで臨機応変な性格で子供にしては物分りが良い。昼間は、就労所にいる同じ年頃の子供たちと一緒に小学校に通う。
- 多田栄作 - 羽場裕一 - 区役所職員。一人っ子で両親からは何不自由なく育てられてきた。しかし働きだした後、父親の多額の借金が発覚し親子で就労所にやって来る。
- 多田新平 - 江戸家猫八 - 栄作の父。家族で豪邸に住んでおり一見裕福な家庭だが、実は借金を重ねながら家族を養ってきた。就労所に行った直後に腰を痛め、夫婦で内職を担当する。
- 多田梅子 - 塩沢とき - 栄作の母。上品な口調で話し、時々夫が言ったことをオウム返しのように第三者に伝えるのが特徴。家族思いな性格だが夫にも子供にも甘い。
- 金杉茂一 - 塩見三省 - 個人タクシーの運転手。他の居住者が工場や工事現場で働かされる中、資格と商売道具のタクシーを持っているため、やや余裕のある仕事をしている。
- 金杉基子 - 美保純 - 茂一の妻。子供はいないが夫婦仲は良い。夫婦共に関西人。ちゃっかりした性格で責任感がなくミスを指摘されると他人のせいにする。
- 浪岡平四郎 - 小倉久寛 - 居住者のリーダー的存在。〝生活向上組合員〟を自称し、毎朝のラジオ体操の時には皆の前に立って仕切る。東北訛りの言葉を話す。故郷に妻子を残しており、家族や恋人と暮らす他の居住者を羨む。
- 成瀬隼人 - 筧利夫 - 複数の女性を連帯保証人に仕立てて借金を重ねた男。自己破産の申請の時にたまたま知り合った善吉の口車に乗せられる。見栄っ張りで調子のいい性格。
- 佐野里美（さとみ） - 滝沢涼子 - 成瀬の大口借金の連帯保証人。世間知らずな性格と成瀬に甘いことが災いして、彼の借金に付き合わされるハメになる。作中では成瀬と常に痴話喧嘩を繰り広げている。

その他
- 鍋島英子 - 岡本夏生 - 自己破産の手続きのため源氏と会うが、その最中に善吉と遭遇し、働いて返すべきかと土壇場になって迷う。大量の貴金属を身に付けている。
- 大坪洋平 - 乱一世 - 債権管理組合の構成員。以前善吉が抱えていた金融機関からの借入金を肩代わりしたことで恩を売っている。債権回収をもっと迅速にするよう善吉に催促する。
- 赤川裁判官 - 金田明夫 - 裁判所の破産審尋担当。成瀬の些細な振る舞いに激昂するなど、短気な性格は前作から変わらず。
- とある村の住人 - 佐藤蛾次郎、深浦加奈子 - ラストシーンで『ミッドナイト・ラン』を訪れる客。村人を代表して村人全員の夜逃げの依頼にやって来る。男は村の坊主らしく袈裟を着ている（剃髪はしていない）。

#### スタッフ
- 監督 - 原隆仁
- 企画 - 鈴木光
- 製作 - 鈴木光、高橋博、武井英彦（日本テレビ）
- プロデューサー - 青木勝彦、三沢和子、山崎喜一朗（日本テレビ）
- 脚本 - 真崎慎、長崎行男、原隆仁
- 撮影 - 仙元誠三
- 照明 - 渡辺三雄
- 録音 - 林大輔
- 美術 - 和田洋
- 編集 - 川島章正
- スクリプター - 高橋タツ子
- キャスティング - 網中洋子
- 助監督 - 久保裕
- 製作担当 - 氏家英樹
- 音楽 - 大谷幸
- 音楽プロデューサー - 荒木浩三
- 音楽協力 - ミュージックランド
- 効果 - 渡部健一（東洋音響カモメ）
- ネガ編集 - 中葉由美子（岡安プロモーション）
- リーレコ - 神保小四郎
- 選曲 - 武田康宏（ゴリラサウンド2）
- 技斗 - 多賀谷渉（倉田プロモーション）
- カースタント - TA・KA
- 協力 - 宇都宮健児法律事務所
- 製作協力 - トライアーツ
- 製作 - 光和インターナショナル、日本テレビ放送網

## テレビドラマ
日本テレビ系列で放送された。
第1シリーズ『夜逃げ屋本舗』は、1999年1月13日より3月17日まで毎週水曜日22:00 - 22:54に、「水曜ドラマ」枠で放送。
第2シリーズ『新・夜逃げ屋本舗』は、2003年4月16日より6月25日まで毎週水曜日22:00 - 22:54に、「水曜ドラマ」枠で放送。
スペシャルは1999年12月30日に放送。
毎回「プロの夜逃げ屋」「夜逃げのプロ」といった台詞が入っていた。
決め台詞は「お待たせしました、夜逃げ屋本舗です。」。

### キャスト

#### 主人公
源氏雅彦
演 - 中村雅俊
本作を含むシリーズ全体の主人公。経営コンサルタントを営むかたわら、裏で夜逃げ屋という家業を営む。
（TV版からの追加設定）
第1シリーズ
かつては弁護士を目指していたが、ある依頼者の救済を巡って、師事していた弁護士と対立し、独断で救済したものの弁護士事務所をクビにされ、結果法曹への道を断念した過去がある。
第2シリーズ
表向きは倉庫でリサイクルショップ「ライジングサン」を経営しているが、その裏では夜逃げ屋を経営している。店に並んでいる品のほとんどは、夜逃げによって下取りをした物。

#### 第1シリーズ

##### 夜逃げ屋本舗
深町小糸
演 - 篠原ともえ
源氏の運営する夜逃げ屋に飛び入り参加で雇われることになった。バイト好きだが借金の連帯保証人になって困っていたところを源氏に救われた過去を持つ。
羽柴太陽
演 - 国分太一（TOKIO）
源氏の夜逃げ屋の社員。経営コンサルタントとしてはまだ半人前。実家は和菓子屋。家業を継ぐのがいやで経営コンサルタントになったらしい。源氏を尊敬している。
朝宮賢宗
演 - 東幹久
源氏の右腕。頭も切れ経営センスも抜群。実家は寺で住職の子。頭を丸めるのが嫌で夜逃げ屋になったらしい。源氏をサポートする。
蜂田須麻子
演 - 立河宜子
源氏の左腕。情報収集力や計算力にたけるインテリ女。夜逃げの際はハイテク機材搭載の指揮車輌で後方支援を担当。

##### 大帝都信販
麻生希美子
演 - 千堂あきほ
源氏の敵役。大手信販会社「大帝都信販」管理部調査室主任。地方支店からの叩き上げ。借りた金は返す、食べた物は払う、をモットーとしている。債権回収率90%を誇る凄腕で、部下にも厳しく社内でも恐れられているが島森初美には尊敬されている。
島森初美
演 - 国分佐智子
22歳。大帝都信販本社管理部秘書。もともと親のコネで入社したお嬢様で腰かけ秘書であったが、希美子の手腕にうたれてノックアウト。その後は仕事を頑張るようになる。以来、希美子の助手として活躍したので、元来有能なのかもしれない。
片瀬達也
演 - 五代高之
大帝都信販本社管理部長。
矢部厚
演 - 東根作寿英
大帝都信販本社管理部調査室スタッフ。希美子の部下。

##### 岩丸ファイナンス
岩丸氷介
演 - 石橋蓮司
岩丸ファイナンス社長。単刀直入にいってヤクザである。しかしどこか間の抜けた感じがあり、いつも夜逃げ屋に出し抜かれている。結局、夜逃げ屋のせいで廃業を余儀なくされたことが『新』で語られており、当人もかつてのライジング・サンを真似た「多重債務者救済センター ビューティフル・ライフ」の責任者として再登場。同作の最後の敵として立ちはだかった。
岩丸の部下
演 - 光岡湧太郎、江口ナオ、伊藤洋三郎

#### 第2シリーズ

##### 夜逃げ屋本舗
赤根杏子
演 - 瀬戸朝香
事前調査等での変装が得意だが、料理が下手。
下塚登子
演 - 田畑智子
プチ家出中に家族に夜逃げされ、行くところが無くなってしまった時にたまたま立ち寄った源氏の店で自分の所持品を見つけて持ち帰ろうとしたところを発見される。登子の家族の夜逃げを引き受けた時に源氏の調査ミスで置いてけぼりの責任を感じた源氏にリサイクルショップのアルバイトを勧められる事に。後に源氏の裏の仕事の存在を知り最初は躊躇するが、共に夜逃げ屋も手伝う事になる。
千石博之
演 - 安居剣一郎
情報能力に長けており、ハイテクな仕掛けも楽々とクリアする。
唐松安男
演 - 生瀬勝久
元々はヤクザだったらしいが、結婚した妻と生まれたばかりの息子の為に足を洗い、夜逃げ屋に。しかし家族には「リサイクルショップのマネージャーとして働いている」ということにしている。

##### その他
橘美江、橘さやか
演 - 一色采子、嘉門洋子
源氏らの行きつけのレストランを経営している親子。最終回で借金に巻き込まれ、源氏らの裏稼業を知ることになる。
白鳥麗子
演 - 鰐淵晴子
謎の女。闇金融の胴元として金を貸す。

#### ゲスト

##### 第1シリーズ
第1話 「大不況につき営業を開始いたします」
- 松本明子、近藤芳正、伊藤幸純

第2話 「ああOL借金地獄」
- 雛形あきこ、角田英介、でんでん、大沢健、橘雪子

第3話 「DJ夜逃げ生中継」
- DJシュラト - マイケル富岡
- 立花 - 遠藤憲一
- 森下涼子、ハント・ケーシ、浅井美歌

第4話 「借金は命にかえて返します」
- 大和一郎 - 寺脇康文
- 村上一男 - 梨本謙次郎
- 大和さくら - 広岡由里子
- 山西道広、篠塚勝、佐藤恒治、石橋祐

第5話 「えっ!!夜逃げ中に出産!?」
- 細川直美、宮川一朗太、村野武範、左右田一平、大方斐紗子

第6話 「史上最年少!!10才で破産!?」
- 鈴木杏、いしのようこ、大矢兼臣、亀山忍、大森嘉之、小林勝彦

第7話 「緊急事態発生!!源氏の首に懸賞金!?結婚詐欺師のワナで裏稼業バレる!!」
- 濱田万葉、京晋佑、モロ師岡、成田浬

第8話 「金貸しも嘆く!?究極の借金踏み倒し法!!」
- 友田麻子（倉橋エリカ） - 奥貫薫
- デビット伊東、江守徹、柳愛里、賀川黒之助、浜田道彦

第9話 「逃がしのプロ、命がけの恋…さらば朝宮」
- 友田麻子（倉橋エリカ） - 奥貫薫
- デビット伊東、権藤俊輔、日和佐裕子、いか八朗、山本ふじこ、好井ひとみ

最終話 「ついにニセモノ出現!!源氏の過去が明るみに…」
- 寺尾聰、真野響子、長門裕之、松本伊代、蛭子能収、岩本宗規、内田春菊、松井紀美江

##### スペシャル
「月を射よ!」
- 神宮司刑事 - 出川哲朗
- 田上洋香 - 桃井かおり
- 西崎光一 - 伊集院光
- 山口紀久恵 - 瀬戸朝香

- 菅井きん、秋野太作、岩崎ひろみ、桜金造、カイヤ、島田洋七

##### 第2シリーズ
第1話 「悪徳サラ金から弱者を救う闇夜のヒーロー営業再開！」
- 竹内夫婦 - 阿南健治、濱田マリ
- 河合和雄 - 金田明夫
- 河合久美子 - 宮崎美子
- 夏目（『湯島ファイナンス』の幹部） - 篠井英介
- 金剛地武志、高梨亜矢、真下有紀

第2話 「恐怖！人食いワニを飼う美女!?」
- 関川時子（ホステス） - 市川実和子
- 蛇田清秀（ヤミ金融の幹部） - 斎藤洋介

第3話 「ばあちゃんピンチ」
- 猫田（猫田ファイナンス） - 秋野太作
- 坂上弥生 - 淡路恵子
- 杉田寿子 - 草村礼子
- 金森ミヨ - 正司照枝
- 吉満涼太

第4話 「恋人はサラ金強盗」
- 宇佐美裕介（サラリーマン） - 新井浩文
- 宮崎晴香（美容師） - 西田尚美
- 馬場（悪徳サラ金社長） - 國村隼
- 嶋田久作、内田春菊、岩松了、眞島秀和、田中要次、恩田括、高川裕也、猫田直

第5話 「人が良すぎる金貸しの大借金」
- 豊川良一（豊川金融社長） - 近藤芳正
- 豊川真理 - 河合美智子
- 蛭田（大福ローン社長） - 梅垣義明
- 堀田 - 相島一之
- 長江英和、つるの剛士、大西耕治、江口ナオ

第6話 「赤ちゃん20人！仰天大脱走劇!!」
- 神崎幸夫（ニコニコスクール経営者） - 袴田吉彦
- 曽我芳郎（曽我興業） - 深水三章
- 池垣徹夫（曽我興業） - 高杉亘
- 磯辺学 - 笘篠和馬
- 川合千春、永松恵子

第7話 「整形美人と父の涙」
- 岸本直美 - 新山千春
- 岸本治 - 清水章吾
- 岸本幸子 - 角替和枝
- 亀田（亀田金融社長） - 村野武範
- 坂田（亀田金融） - 飯田基祐
- 木村理恵

第8話 「真昼の夜逃げ!?病院大パニック」
- 古柴義正 - 山崎一
- 古柴朋子 - 中島ひろ子
- 鹿間光太郎（ドラゴンファイナンス社長） - 石原良純
- 窪田（ドラゴンファイナンス） - 長岡尚彦
- 古柴史華 - 奥田佳菜子
- 佐藤恒治、飯嶋豊久、宍戸美和公

第9話 「警告！親戚に借金するべからず」
- 山中薫（長坂ベーカリー） - 金子貴俊
- 山中優子（長坂ベーカリー） - 吹石一恵
- 須藤光子（薫と優子の親戚） - 渡辺えり子
- 須藤孝夫 - 大河内浩
- 小林雄三 - 飯島大介
- 小林かおり

第10話 「無情…父母から取り立てる息子」
- 宮島友明 - 塚本高史
- 宮島健作（女子高教師） - 山田辰夫
- 宮島千秋 - キムラ緑子
- 魚住（ヤミ金社長） - 石井洋祐
- 新納敏正

最終話 「因縁の対決」
- 岩丸氷介 - 石橋蓮司
- 北條政子 - 国生さゆり
- 由美 - 山田さくや
- 峰竜太、深江卓次、加賀谷圭、佐藤正宏、山下徹大、峯村リエ

### スタッフ
第1シリーズ
- 脚本 - 大森寿美男、菅正太郎、松井亜弥
- 音楽 - 大谷幸
- 監督 - 原隆仁、伊藤裕彰、鈴木元
- 主題歌 - 安室奈美恵「I HAVE NEVER SEEN」
- 企画 - 鈴木光
- プロデュース - 西憲彦、山本勉、角田朋子
- チーフプロデューサー - 重松修（SP版：佐藤敦）
- 音楽協力 - 日本テレビ音楽、ミュージックランド
- 音響効果 - 東洋音響カモメ
- スタジオ - 日活撮影所
- 技斗 - 二家本辰巳
- カースタント - アクティブ21
- 技術協力 - ビデオフォーカス
- SP版CG協力 - 松下電器産業、パナソニックデジタルネットワークサーブ
- 車輌協力 - 日産自動車（番組スポンサー提供も含めてノークレジット）
- 協力 - 弁護士 宇都宮健児
- 制作 - 光和インターナショナル、日本テレビ
- 製作著作 - 光和インターナショナル

第2シリーズ
- 脚本 - 真崎慎、菅正太郎、高橋美幸、大良美波子、平林幸恵、川崎いづみ、長崎行男
- 音楽 - 大谷幸
- 監督 - 原隆仁、渡邊孝好、猪股隆一、鈴木元
- 主題歌 - 中村雅俊「立ち上がれ」
- 企画 - 鈴木光
- チーフプロデューサー - 井上健（日本テレビ）
- プロデュース - 西憲彦（日本テレビ）、藤田義則、渡辺正子
- 音楽プロデューサー - 裕木陽
- 音響効果 - カモメファン
- 車輌・カースタント - アクティブ21
- 協力 - MCJ、リズム時計工業
- 技術協力 - ビデオフォーカス
- 制作協力 - 日活撮影所、フェローピクチャーズ
- 制作 - 光和インターナショナル、日本テレビ
- 製作著作 - 光和インターナショナル

### 放送日程

#### 第1シリーズ（1999年）
- 第1話は15分拡大（22:00 - 23:09）。
- 最終話は30分拡大（22:00 - 23:24）。

| 各話                                                       | 放送日        | サブタイトル                                                       | 脚本       | 監督     | 視聴率 |
| ---------------------------------------------------------- | ------------- | ------------------------------------------------------------------ | ---------- | -------- | ------ |
| 第1話                                                      | 1999年1月13日 | 大不況につき営業を開始いたします                                   | 大森寿美男 | 原隆仁   | 21.3%  |
| 第2話                                                      | 1月20日       | ああOL借金地獄                                                     | 大森寿美男 | 伊藤裕彰 | 18.6%  |
| 第3話                                                      | 1月27日       | DJ夜逃げ生中継                                                     | 菅正太郎   | 伊藤裕彰 | 18.1%  |
| 第4話                                                      | 2月03日       | 借金は命にかえて返します                                           | 大森寿美男 | 原隆仁   | 16.2%  |
| 第5話                                                      | 2月10日       | えっ!! 夜逃げ中に出産!?                                            | 大森寿美男 | 原隆仁   | 16.1%  |
| 第6話                                                      | 2月17日       | 史上最年少!! 10才で破産!?                                          | 松井亜弥   | 伊藤裕彰 | 14.8%  |
| 第7話                                                      | 2月24日       | 緊急事態発生!! 源氏の首に懸賞金!? 結婚詐欺師のワナで裏稼業バレる!! | 松井亜弥   | 伊藤裕彰 | 15.9%  |
| 第8話                                                      | 3月03日       | 金貸しも嘆く!? 究極の借金踏み倒し法!!                              | 大森寿美男 | 鈴木元   | 15.0%  |
| 第9話                                                      | 3月10日       | 逃がしのプロ、命がけの恋…さらば朝宮                                | 大森寿美男 | 鈴木元   | 14.5%  |
| 最終話                                                     | 3月17日       | ついにニセモノ出現!! 源氏の過去が明るみに…                         | 大森寿美男 | 原隆仁   | 16.7%  |
| 平均視聴率 16.7%（視聴率は関東地区・ビデオリサーチ社調べ） |               |                                                                    |            |          |        |

#### スペシャル（1999年）
- 木曜日21:30 - 23:24。

| 放送日         | サブタイトル | 脚本       | 監督   |
| -------------- | ------------ | ---------- | ------ |
| 1999年12月30日 | 月を射よ！   | 大森寿美男 | 原隆仁 |

#### 第2シリーズ（2003年）
- 第1話は15分拡大（22:00 - 23:09）。

| 各話                                                        | 放送日        | サブタイトル                                     | 脚本                       | 監督     | 視聴率 |
| ----------------------------------------------------------- | ------------- | ------------------------------------------------ | -------------------------- | -------- | ------ |
| 第1話                                                       | 2003年4月16日 | 悪徳サラ金から弱者を救う闇夜のヒーロー営業再開！ | 真崎慎                     | 原隆仁   | 11.8%  |
| 第2話                                                       | 4月23日       | 恐怖！人食いワニを飼う美女!?                     | 菅正太郎                   | 原隆仁   | 09.2%  |
| 第3話                                                       | 4月30日       | ばあちゃんピンチ                                 | 高橋美幸                   | 渡邊孝好 | 11.6%  |
| 第4話                                                       | 5月07日       | 恋人はサラ金強盗                                 | 大良美波子                 | 渡邊孝好 | 11.6%  |
| 第5話                                                       | 5月14日       | 人が良すぎる金貸しの大借金                       | 菅正太郎                   | 猪股隆一 | 11.6%  |
| 第6話                                                       | 5月21日       | 赤ちゃん20人！仰天大脱走劇!!                     | 平林幸恵                   | 猪股隆一 | 09.9%  |
| 第7話                                                       | 5月28日       | 整形美人と父の涙                                 | 川崎いづみ                 | 原隆仁   | 10.0%  |
| 第8話                                                       | 6月04日       | 真昼の夜逃げ!? 病院大パニック                    | 長崎行男                   | 原隆仁   | 09.0%  |
| 第9話                                                       | 6月11日       | 警告！親戚に借金するべからず                     | 川崎いづみ                 | 鈴木元   | 11.5%  |
| 第10話                                                      | 6月18日       | 無情…父母から取り立てる息子                      | 菅正太郎                   | 鈴木元   | 08.5%  |
| 最終話                                                      | 6月25日       | 因縁の対決                                       | 真崎慎 川崎いづみ 長崎行男 | 原隆仁   | 12.0%  |
| 平均視聴率 10.61%（視聴率は関東地区・ビデオリサーチ社調べ） |               |                                                  |                            |          |        |

| 日本テレビ系列 水曜ドラマ                | 日本テレビ系列 水曜ドラマ                    | 日本テレビ系列 水曜ドラマ              |
| 前番組                                   | 番組名                                       | 次番組                                 |
| ---------------------------------------- | -------------------------------------------- | -------------------------------------- |
| 世紀末の詩 （1998年10月14日 - 12月23日） | 夜逃げ屋本舗 （1999年1月13日 - 3月17日）     | ラビリンス （1999年4月21日 - 6月30日） |
| 最後の弁護人 （2003年1月15日 - 3月19日） | 新・夜逃げ屋本舗 （2003年4月16日 - 6月25日） | 幸福の王子 （2003年7月2日 - 9月10日）  |

## 舞台
2025年10月8日から10月13日に、シアター・アルファ東京で上演予定。主演は、松本幸大。

### キャスト
- 源氏雅彦 - 松本幸大
- 古畑奈和
- 菅原りこ
- 根本流風
- 小川輝晃

### スタッフ
- 原作 - 真崎慎『夜逃げ屋本舗』
- 脚本・演出 - 宇治川まさなり

## 漫画
永井泰宇原作、柳澤一明作画による漫画。
『スーパージャンプ』にて1992年5号から1992年18号まで短期連載された。

## 単行本
- 羽鳥翔『夜逃げ屋』（幻冬舎） 大阪で実在する運送会社のモデル
- 『もっと知りたい夜逃げ屋本舗』（宝島社、1999年）

第1シリーズのテレビドラマの解説本。第1話～第9話のあらすじを掲載。